# 1628 en arts plastiques
| Années des arts plastiques : 1625 - 1626 - 1627 - 1628 - 1629 - 1630 - 1631    |
| Décennies des arts plastiques : 1590 - 1600 - 1610 - 1620 - 1630 - 1640 - 1650 |

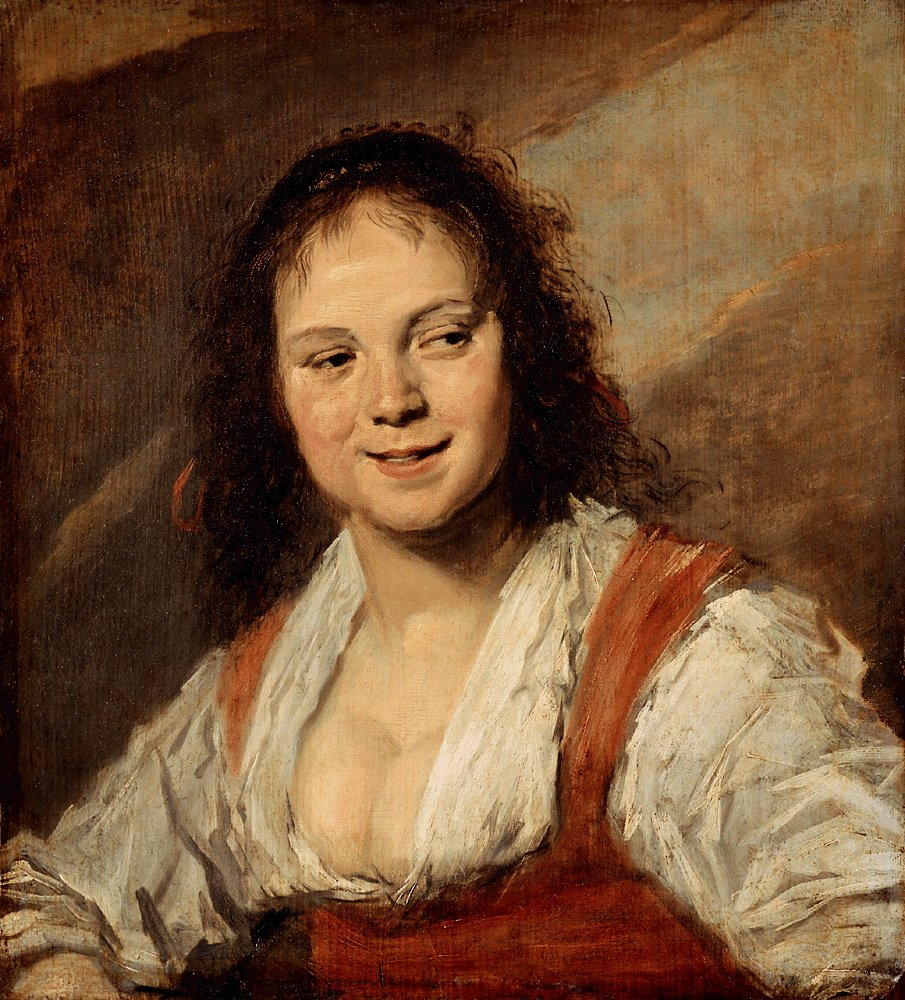
La Bohémienne, de Frans Hals.

Cette page concerne l'année 1628 en arts plastiques.

## Œuvres
- 1628-1630 : Et in Arcadia ego, huile sur toile de Nicolas Poussin
- Le Peintre dans son atelier, tableau de Rembrandt.

## Naissances
- 1er février : Jan Hackaert, peintre néerlandais († 1685),
- ? mars : Abraham Furnerius, peintre néerlandais († mai 1654),
- ? avril : Isaac van Duynen, peintre néerlandais († vers 1680),
- 1er mai : Barthélemi Hopfer, peintre allemand († 27 octobre 1699),
- 15 mai : Carlo Cignani, peintre baroque italien de l'école bolonaise († 6 septembre 1719),
- 27 juin : Reyer van Blommendael, peintre néerlandais († 23 novembre 1675),
- 31 août : Andries Beeckman, peintre néerlandais († 9 août 1664),
- 11 octobre : Vincent van der Vinne,  peintre néerlandais († 28 juillet 1702),
- 22 octobre : Jan Vermeer van Haarlem l'ancien, peintre néerlandais († 25 août 1691),
- 25 décembre : Noël Coypel, peintre français († 24 décembre 1707),
- Vers 1628 : Jacob van Ruisdael, peintre néerlandais († 14 mars 1682).

## Décès
- 14 janvier : Francisco Ribalta, peintre espagnol (° 2 juin 1565),
- 31 janvier : Abraham van den Blocke, architecte et sculpteur prussien d'ascendance flamande (° 1572),
- 18 avril : Jan Harmensz Muller, peintre, dessinateur, et graveur néerlandais (° 1er juillet 1571),
- 5 octobre : Charles Errard l'Ancien, peintre et architecte français  (° 1570),
- 14 octobre : Palma le Jeune, peintre maniériste italien (° 1544),
- octobre : Juan Ribalta, peintre espagnol (° 1596 ou 1597),
- 8 novembre : Baldassare Croce, peintre italien (° 1558),
- Date précise inconnue ou non renseignée :
  - Peter Candid, peintre maniériste flamand (° 1548),
  - Ding Yunpeng, peintre chinois (° 1547),
  - Mi Wanzhong, peintre chinois (° 1570),
- Vers 1628 :
  - Philippe Laliame : sculpteur et médailleur, actif à Lyon (° vers 1579).
  - Hans Heinrich Wägmann, peintre, dessinateur et cartographe suisse (° 12 octobre 1557).